# جلیل بزرگ‌مهر
جلیل بزرگمهر (۱۳۸۶–۱۲۹۱) وکیل و نظامی ایرانی بود. او وکالت محمد مصدق را بر عهده داشت.

## زندگی‌نامه
جلیل بزرگمهر به سال ۱۲۹۱ در آستارا متولد شد. پس از اتمام تحصیلات مقدماتی از دانشکده افسری با درجه ستوان دومی فارغ‌التحصیل شد. در دولت مصدق پس از خلع ید از انگلیسی‌ها به فرمانداری نظامی آبادان منصوب شد و پس از فراغت از تحصیل در دانشکدهٔ حقوق و علوم سیاسی دادیار دادگاه عالی انتظامی قضات و بعداً رئیس ادارهٔ غله و نان شد.
پس از کودتای ۲۸ مرداد با سپهبد نقدی تماس گرفته و برای همکاری اعلام آمادگی کرد و چون سپهبد نقدی حاضر به پذیرش وکالت نشد معرفی او سرهنگ بزرگمهر به عنوان وکیل تسخیری مصدق برگزیده شد.
در دادگاه تجدید نظر از سوی مصدق به وکالت برگزیده شد و به همین دلیل پس از آن اجباراً بازنشسته شد و سالها مسائل دادگاه مصدق را نگه داشت و بعدها هم کتاب «مصدق در محکمه نظامی» و آثار دیگر را منتشر کرد:
1. محمد مصدق در محکمه نظامی کتاب اول؛ جلد اول و دوم
2. محمد مصدق در دادگاه تجدید نظر نظامی.
3. مصدق و رسیدگی فرجامی در دیوان کشور با شرحی از ناصر پاکدامن.

مصدق به پاس قدردانی از زحمات او نوشته:
شما وکیل تسخیری بودید تسخیر نشدید و از اجرای اوامرمافوق، سرباز زدید. سخنی برخلاف وجدان نگفتید و هرگونه مدارکی هم که مورد احتیاج این جانب بود از نظر انجام وظیفه، برایم تهیه نمودید که نمی‌دانم چگونه تشکر کنم؛ و این انجام وظیفه سبب شد که بعد از ختم محاکمه، شما را از کار خارج کنند و یک عمر صحت عمل و درستکاری شما را ندیده بگیرند. بعقیده این جانب، شما چیزی گم نکردید و چنانچه نام نیک خود را با ثروتی که بعضی از راه خیانت به مملکت بدست آورده‌اند مقایسه کنید، معلوم خواهد شد کدام گواراتر و وزین تر است…
وی در دوم مهرماه ۱۳۸۶ در تهران درگذشت.

## آثار جلیل بزرگمهر
- ۱-خاطرات سرهنگ جلیل بزرگمهر، نشر علم ۱۳۵۷
- ۲- تقریرات مصدق در زندان، تنظیم از ایرج افشار، سازمان کتاب ۱۳۵۹ (چاپ کامل این اثر با عنوان زیر عرضه شده: رنج‌های سیاسی مصدق، تنظیم از عبدالله برهان، روایت، ۱۳۷۰)
- ۳- مصدق در محکمه نظامی، ۲ جلد، نشر تاریخ ایران ۱۳۶۳
- ۴- محمد مصدق در دادگاه تجدید نظر نظامی، شرکت سهامی انتشار، تهران، ۱۳۶۵؛ چاپ جدید: انتشارات بایگانی، تهران، ۱۴۰۰.
- ۵- مصدق و رسیدگی فرجامی در دیوان کشور، با شرحی از ناصر پاکدامن، شرکت سهامی انتشار، ۱۳۶۵
- ۶- خاطرات جلیل بزرگمهر از محمد مصدق، انتشارات ناهید، تهران ۱۳۷۳
- ۷- ناگفته‌ها و کم گفته‌ها از محمد مصدق و نهضت ملی ایران، کتاب نادر، تهران، بهار ۱۳۷۹
- ۸- مصدق به بیان تصویر،انتشارات علم چاپ اول ۱۳۸۰، چاپ دوم ۱۳۸۲